# Melitaea uclensis
Melitaea uclensis är en fjärilsart som beskrevs av Melcón 1910. Melitaea uclensis ingår i släktet Melitaea och familjen praktfjärilar. Inga underarter finns listade i Catalogue of Life.